# Ida Saská
Ida Saská byla pravděpodobně dcera Bernarda II. Saského a jeho ženy Eiliky ze Schweinfurtu.

## Život
Narodila se v roce 1035. Přes matku byla příbuzná s Jitkou ze Schweinfurtu, manželkou českého knížete Břetislava I. Poprvé se provdala za Frederika Lucemburského (1003–1065), sňatek byl uzavřen kolem roku 1055 a manželství zůstalo bezdětné. Ida Saská ovdověla v roce 1065 a ještě téhož roku vdala, tentokrát za Alberta III., namurského markrabětě. Z druhého manželství se narodilo pět dětí:
- Godefroi I (1068–1139), markrabě de Namur
- Henri (1070–1138), hrabě de La Rochelle
- Frédéric (zemřel 1121), biskup de Liège mezi lety 1119 a 1121
- Albert (zemřel 1122), hrabě de Jaffa
- Alix (1068 – po roce 1124), v roce 1083 se vdala za Ottona II., hraběte de Chiny

Ida Saská zemřela 31. července 1102.